# كأس سويسرا 2007–08
كأس سويسرا 2007–08 هو الموسم 84 من كأس سويسرا. أقيم خلال الفترة 8 أغسطس 2007 وحتى 6 أبريل 2008، وأشرف على تنظيمه اتحاد سويسرا لكرة القدم، وكان عدد الأندية المشاركة فيه 64، وفاز فيه نادي بازل.